# Adolfo Schlosser
Adolfo Schlosser (Leitersdorf, Áustria, 18 de julho de 1939 – Bustarviejo, Madrid, 9 de dezembro de 2004) foi um artista plástico austríaco que se estabeleceu na Espanha a partir da década de 1960. Filho de um ceramista, estudou na Escola de Artes e Ofícios de Graz e na Academia de Belas-Artes de Viena. Na década de 1960, escreveu diversos textos em prosa e poemas, mas mais tarde, sua obra tomou outro rumo, dedicando-se principalmente à escultura. Em 1967, mudou-se para Madrid, onde fundou, junto com a artista Eva Lootz, a revista experimental de arte Humo, que também contou com a participação do pintor Juan Navarro Baldeweg e do filósofo Patricio Bulnes.
A obra de Schlosser é caracterizada pelo uso de materiais naturais, como madeira, barro, pedra e palha, refletindo sua profunda conexão com a natureza. Ele abordou temas como a relação entre o ser humano e o ambiente natural, criando esculturas que exploram a tensão entre os elementos e o espaço. Schlosser recebeu o Prêmio Nacional de Artes Plásticas da Espanha em 1991, em reconhecimento à sua contribuição significativa à arte contemporânea.
Sua obra foi apresentada em importantes instituições culturais, incluindo o Museu Nacional Centro de Arte Reina Sofia, em Madrid, e o Museu Patio Herreriano, em Valladolid. Faleceu em 9 de dezembro de 2004, em Bustarviejo, Madrid, deixando um legado artístico que continua a influenciar e inspirar artistas e apreciadores de arte contemporânea.